# فیلیپ جنکینز
فیلیپ جنکینز (انگلیسی: Philip Jenkins؛ زادهٔ ۳ آوریل ۱۹۵۲) استاد تاریخ در دانشگاه بیلر در ایالات متحده، و مدیر مشترک برنامه بیلور در مطالعات تاریخی دین در مؤسسه مطالعات دین است. او همچنین استاد بازنشسته علوم انسانی «ادوین ارل اسپارکس» در دانشگاه ایالتی پنسیلوانیا است. وی استاد (از ۱۹۹۳) و استاد برجسته (از ۱۹۹۷) تاریخ و علوم دینی در همان مؤسسه بود. و همچنین دستیار، دانشیار و سپس استاد تمام عدالت کیفری و مطالعات آمریکایی در ۱۹۸۰–۱۹۹۳.